# Свети Илия (Разлог)
Вижте пояснителната страница за други значения на Свети Илия.
„Свети Илия“ е раннохристиянска църква, разположена в землището на град Разлог, България.

## История
От църквата са запазени само основите. Датирана е в V – VI век. Църквата е с големи размери и е представлявала солидна сграда. В близост до нея има останки от езическо светилище. На една от скалите му е издълбан овал с вписан в него кръст, знак използван при религиозни ритуали, свързани със слънцето и огъня. С огъня се свързва и патрона на храма Свети Илия.